# Herz-Mariae-Kloster (Diefflen)

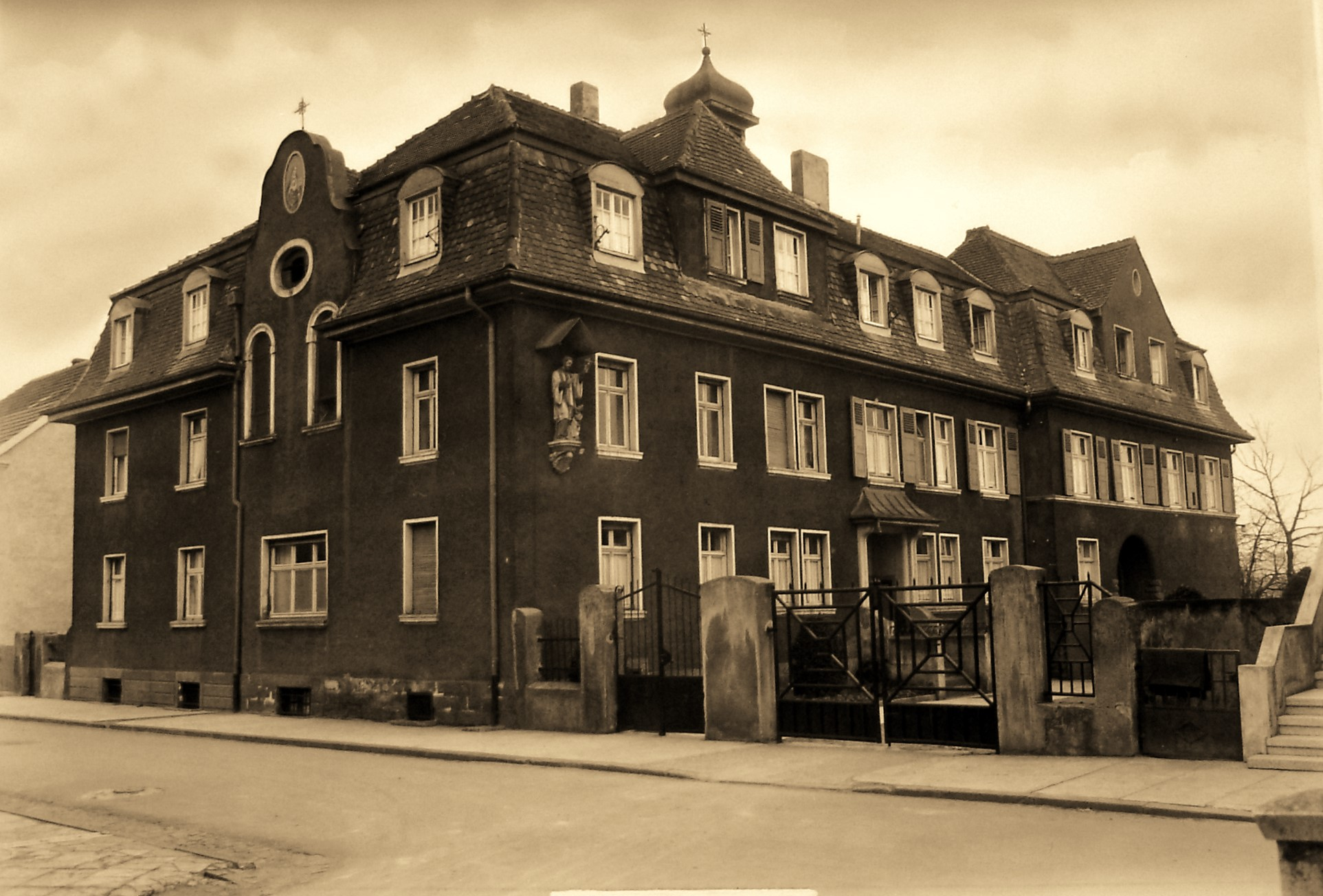
Herz-Mariae-Kloster in Diefflen im neobarocken Zustand, an der Fassade eine Statue des Missionsheiligen Franz Xaver; am geschweiften Kapellengiebel im Giebeloval die Darstellung des Unbefleckten Herzens Mariae

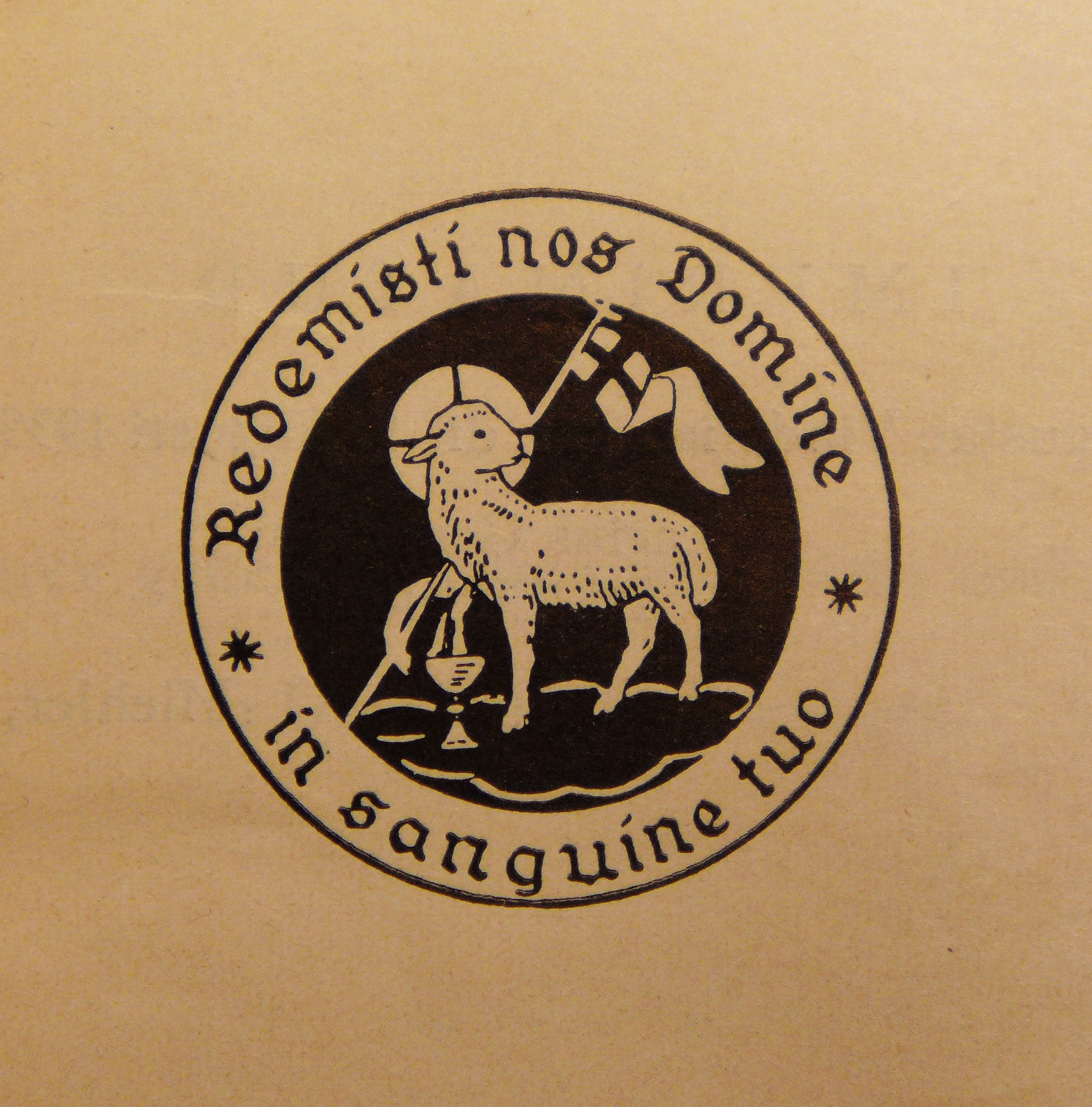
Herz-Mariae-Kloster (Diefflen), Siegel der Missionsschwestern vom kostbaren Blut mit dem apokalyptischen Agnus Dei und der lateinischen Umschrift "Redemisti nos Domine in sanguine tuo", dt. Übersetzung: "Herr, Du hast uns durch Dein Blut freigekauft."; nach

Das Herz-Mariae-Kloster in Diefflen war die erste Niederlassung der Missionsschwestern vom Kostbaren Blut in Deutschland. Das im Jahr 1909 gegründete Kloster war auf sozial-karitativem Gebiet tätig. Es wurde im Jahr 1972 aufgegeben und die Klostergebäude abgerissen.

## Vorgeschichte
Im Jahr 1882 hatte der österreichische Trappistenabt Franz Pfanner in Südafrika das Kloster Mariannhill gegründet. Der gebürtige Vorarlberger, der ursprünglich zur Trappistenabtei Mariawald in der Eifel gehört und später in Banja Luka in Bosnien ein Kloster gegründet hatte, war von einem Missionsbischof gebeten worden, in Afrika eine Abtei des Ordens zu errichten. Da die Trappisten streng kontemplativ leben, stand in Mariannhill die aktive seelsorgliche Arbeit, die normalerweise die Missionsorden auszeichnet, ursprünglich im Hintergrund. Abt Pfanner merkte bald, dass die trappistische Lebensform der Situation vor Ort nicht gerecht wurde. Er sah sich durch Anfragen und Wünsche der Menschen in seiner Umgebung herausgefordert, ihnen Unterricht, Katechese und handwerkliche Ausbildung anzubieten. Dabei ging es ihm vor allem darum, alle Menschen unabhängig von Volkszugehörigkeit, Religion und Geschlecht in gleicher Weise zu fördern, was der britischen Kolonialregierung missfiel.
Im Jahr 1885 rief Pfanner für seine Arbeit deutsche Missionshelferinnen ins Land. Am 8. September 1885 wurde die „Gemeinschaft der Missionsschwestern vom Kostbaren Blut“ gegründet. Ein Jahr später kam die Rheinländerin Josephine Emunds (1865–1948), die aus Schleiden bei Aachen stammte, nach Mariannhill. Als Schwester Maria Paula prägte sie entscheidend in den Folgejahren den Orden. Im Jahr 1907 wurde Schwester Maria Paula Emunds zur Generaloberin. Sie hatte dieses Amt 25 Jahre inne. Dabei setzte sie sich vor allem für die Unabhängigkeit der Kongregation von den Trappisten in Mariannhill ein, ein Ziel, das sie im Jahr 1929 erreichte.
Der Orden der Missionsschwestern vom Kostbaren Blut verbreitete sich nach seiner Gründung zunächst in Afrika. Im Jahr 1889 errichtete Schwester Paula Emunds die erste europäische Niederlassung in den Niederlanden, weil einige europäische Frauen, die der Kongregation beitraten, für die Missionsarbeit in Afrika nicht geeignet waren. Die Ausführung dieses Plans musste in den liberalen Niederlanden geschehen, da die Situation in Deutschland durch die Folgen des antikatholischen Kulturkampfes schwierig war. So war es den Schwestern in der im Jahr 1889 gegründeten „Probeniederlassung“ im rheinländischen Kirchherten behördlich verboten in ihrer Ordenstracht zu wirken. Da die politischen Verhältnisse der Entwicklung des Ordens im Wege standen, gründete man schließlich im Jahr 1891 im benachbarten Holland, das im Kulturkampf Zufluchtsort zahlreicher verfolgter Ordensleute war, im Ort Helden-Panningen im Bistum Roermond eine neue Ansiedlung, die dem heiligen Josef geweiht war. Hier wurde das Noviziat des Ordens angesiedelt. Da der Orden zahlenmäßig massiv expandierte, errichtete man ab dem Jahr 1901 das Heilig-Blut-Kloster in Aarle-Rixtel als neues Mutterkloster und verkaufte das Kloster in Helden-Panningen im Jahr 1903 an französische Lazaristen-Patres. Die Einweihung des neuen Mutterhauses wurde im Jahr 1903 gefeiert.
Infolge der stetigen Expansion des Wirkungskreises des Ordens in Afrika trat die Notwendigkeit auf, in Europa neue Ordensmitglieder zu werben und sie hier für die Missionstätigkeit auszubilden. Es erschien der Ordensleitung zweckmäßig, die jungen Schwestern erst in Klosterfilialen zu erproben, bevor sie in Afrika eingesetzt wurden. Ebenso wollte man junge Frauen in Europa sinnvoll beschäftigen, die sich für die Verhältnisse in Afrika aus verschiedensten Gründeten nicht eigneten. So plante man bald, neue Niederlassungen zu gründen. Die erste Filiale wurde mit Unterstützung der Kirchenleitung der Niederlande im Jahr 1908 im niederländischen Tienray gegründet.
In Deutschland war eine Niederlassung noch immer nicht möglich, da die Nachwehen des Kulturkampfes weiterhin einer Ordensexpansion im Wege standen.

## Geschichte

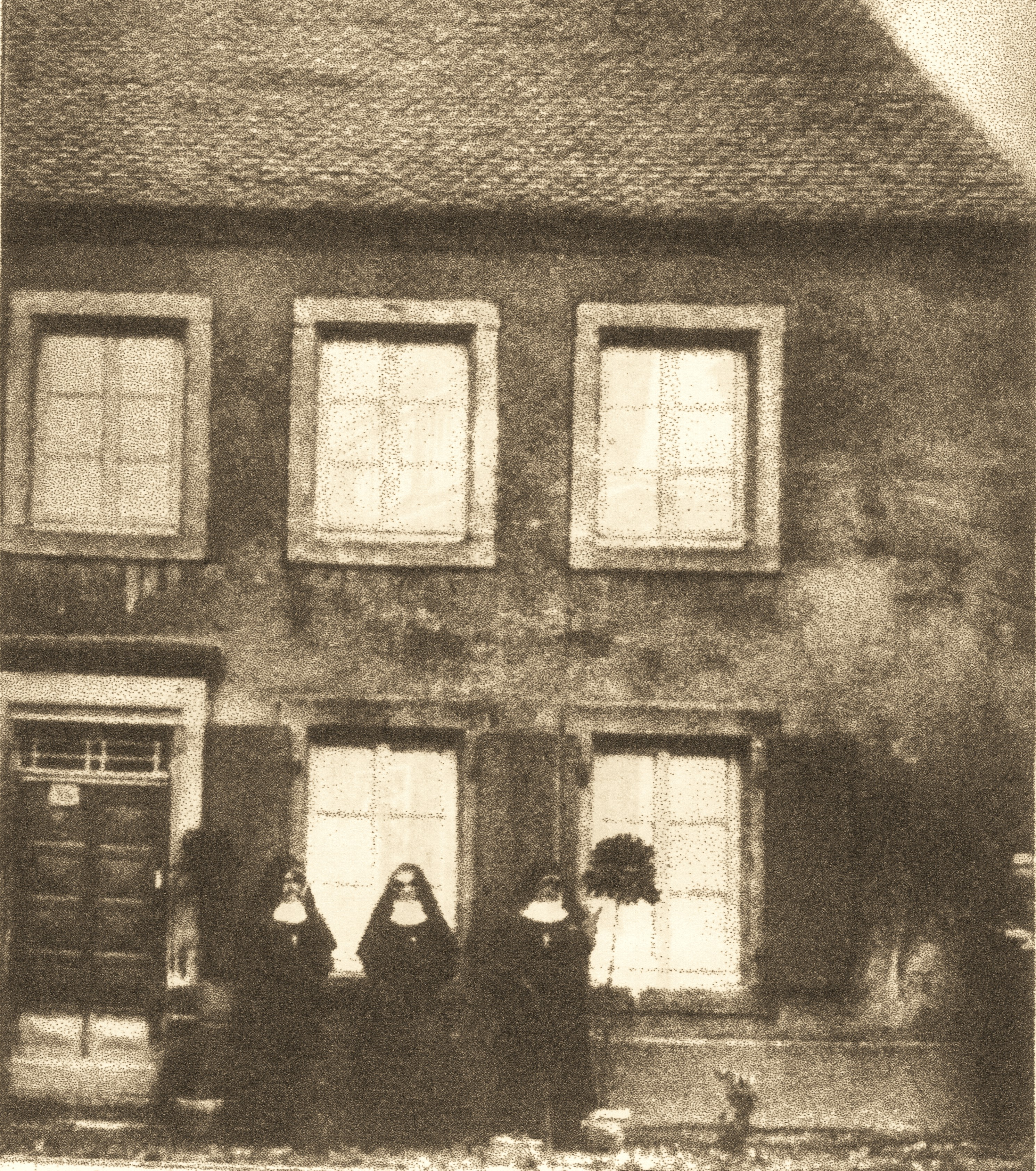
Herz-Mariae-Kloster, Gründungshaus auf der Schnurr (Beckinger Straße)

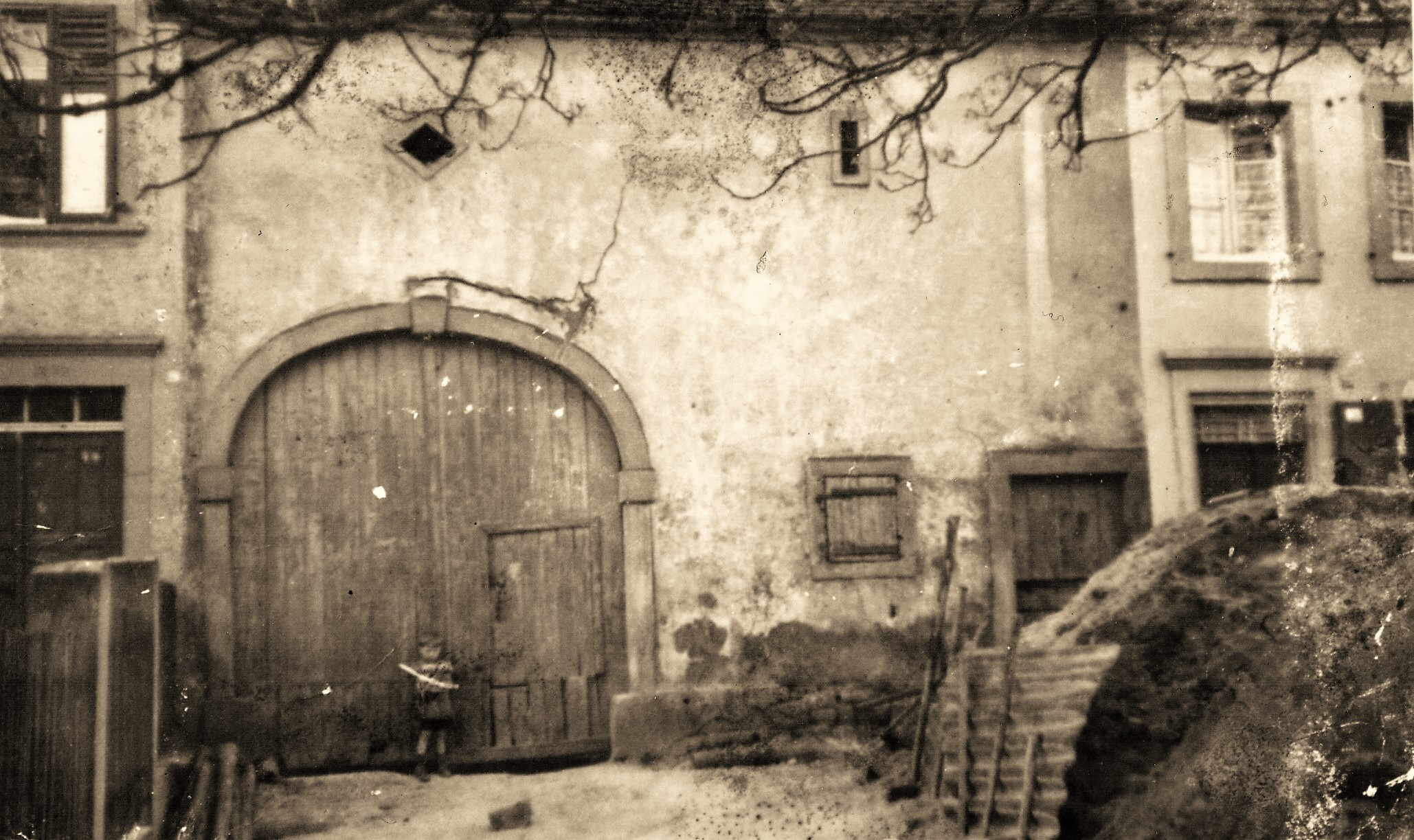
Herz-Mariae-Kloster, Scheunentrakt des Gründungshauses auf der Schnurr (Beckinger Straße)

### Vorgeschichte
Im Gefolge der Industrialisierung im Saarland und dem Wachstum der Dillinger Hütte wuchs der Ort Diefflen, der seit seiner Gründung im Hochmittelalter zum Hochgericht Nalbacher Tal gehört hatte, immer stärker an. Diefflen bildete mit dem Nachbarort Nalbach bis zum Jahr 1858 eine politische und bis zum Jahr 1919 eine kirchliche Einheit. Die Nalbacher Pfarrkirche St. Peter und Paul war die Mutterkirche der umliegenden sechs Dörfer des Nalbacher Tales: Diefflen, Piesbach, Bettstadt, Bilsdorf und Körprich. Nalbach, das als Pfarrei erstmals im 11. Jahrhundert erwähnt worden war, gehörte im Mittelalter zum Archidiakonat St. Mauritius Tholey und zum Dekanat bzw. Landkapitel Merzig im damaligen Erzbistum Trier. Das Gebiet des Nalbacher Tales war ursprünglich Reichsgebiet, bevor es zum Kurfürstentum Trier kam. Durch eine Schenkung des Trierer Erzbischofes Eberhard aus dem Jahr 1048, einen Schutzbrief Heinrichs III. von 1098 und einen Schutzbrief des Papstes Hadrian IV. von 1155 sowie durch Erwerbung der Rechte des Nalbacher Rittergeschlechtes im Jahr 1331 besaß das Stift St. Simeon in Trier im Nalbacher Tal die Grundgerichtsbarkeit, das Steuererhebungsrecht und das Recht zur Besetzung der Pfarrstellen. Das Trierer Erzstift hatte allerdings noch immer die Mittel- und Hochgerichtsbarkeit inne. In der Ausübung der Gerichtsbarkeit ließ sich das Erzstift durch die Freiherren von Hagen zu Motten vertreten.
Die Gemeindetrennung zwischen dem aufstrebenden Diefflen und Nalbach wurde am 1. September 1854 mit 7 gegen 2 Stimmen der Nalbacher Samtgemeinderatsmitglieder beschlossen und am 16. Juni 1858 durch den König von Preußen, Friedrich Wilhelm IV., auf Schloss Babelsberg genehmigt. Die bürgermeisteramtliche Verwaltung blieb allerdings in Nalbach bzw. bis 1899 in Saarwellingen. Erst im Jahr 1969 erfolgte die bürgermeisteramtliche Trennung von Nalbach und die Angliederung an die Stadt Dillingen/Saar.
Am 4. Juni 1865 befasste sich der Nalbacher Kirchenrat aufgrund des Anwachsens der Bevölkerung in Diefflen mit dem Vorhaben, in Diefflen eine eigene Kirche zu bauen. Bisher hatte es in Diefflen nur eine kleine Kapelle gegeben, die dem heiligen Wendelin geweiht war. Als Diefflen mit über 1700 Einwohnern neben Nalbach selbst die zahlenmäßig stärkste Gemeinde des Nalbacher Tales geworden war, wurde das Anliegen immer drängender.
Im Jahr 1899 begann man in Diefflen mit dem Bau einer eigenen Kirche. Sie wurde dem Patrozinium des heiligen Josef von Nazaret unterstellt. Zweiter Patron war der heilige Wendelin. Fast alle Kosten waren durch Spenden der Dieffler Bevölkerung getragen worden, die nun bereits auf 2000 Seelen angewachsen war. Der bisherige Kaplan von Nalbach, Richard Brenner, wurde durch die Trierer bischöfliche Behörde zum Vikar in Diefflen ernannt. Am 27. November wurde der von Nalbach abhängigen Vikarie Diefflen von der bischöflichen Behörde in Trier der Status einer Kapellengemeinde mit eigener Vermögensverwaltung zuerkannt, was am 4. Dezember 1907 durch die königlich-preußische Regierung in Trier genehmigt wurde.
Der Antrag zur Umwandlung der auf über 3000 Seelen angewachsenen Pfarrei Diefflen war bereits am 30. Juli 1915 vom Trierer Bischof an das Kultusministerium in Berlin gestellt worden. Mit Verweis auf die Kriegssituation des Ersten Weltkrieges erteilte das Ministerium aber dem Ansinnen des Bischofs zunächst eine Absage. Am 17. Dezember 1918 erhob der Trierer Bischof Michael Felix Korum urkundlich die Kapellengemeinde Diefflen mit Wirkung des Neujahrstages 1919 zur selbständigen Pfarrgemeinde. Die Regierung in Trier bestätigte dies am 27. Dezember 1918.
Zu Beginn des 20. Jahrhunderts war die medizinische Behandlung und Betreuung von Kranken in Diefflen nicht gegeben. Einen Arzt gab es nur in Dillingen und in Saarwellingen. Wundbehandlungen versah eine als heilkundig geltende Frau im Ort.

### Einrichtung
In Anbetracht dieser misslichen Situation nahm Pfarrvikar Richard Brenner (Amtszeit 1900–1914) am 20. März 1909 Kontakt zur Niederlassung der Schwestern vom Kostbaren Blut in den Niederlanden auf. Er bat die Ordensleitung um drei bis vier Schwestern, die die ambulante Krankenpflege in seiner Gemeinde übernehmen sollten. Der Pfarrangehörige Johann Schamper hatte zu diesem Zweck ein kleines Haus mit Garten in der Beckinger Straße (heute Nr. 23) gestiftet. Zwar war das Haus hinsichtlich einer weiteren Expansion ungeeignet, doch konnte man durch das Versprechen der Errichtung eines neuen Klosters in Diefflen die Ordensleitung in Holland bewegen, Schwestern nach Diefflen zu entsenden. Die Genehmigung der königlich-preußischen Regierung zur Ansiedelung wurde im Jahr 1909 erteilt. Die Niederlassung sollte der Ausbildung junger Missionsschwestern für die deutschen Koloniegebiete dienen. Am 23. Dezember 1909 kamen die ersten drei Schwestern in Diefflen an.
Im Jahr 1912 stiftete der Dieffler Bauunternehmer Franz Schwarz (1871–?) sein Wohnhaus mit Garten und Nutzflächen in der heutigen Klosterstraße der Pfarrei Diefflen. Im April 1913 begannen die Umbauarbeiten des Wohnhauses zum neuen Kloster, das am 4. Mai 1914 bezogen werden konnte. Ländereien konnten für das neue Kloster dazuerworben werden. Neben dem Kloster sollte auch ein Kindergarten errichtet werden. Das Klostergebäude war im Reformstil mit deutlichen neobarocken Anklängen errichtet worden. Am 3. Mai 1914 wurde die Klosterkapelle eingeweiht und durch Stiftungen zahlreicher Dieffler Bürger ausgestattet. Der Hausgeistliche hatte ein eigenes Wohnhaus neben dem Kloster. Das Kloster wurde dem heiligsten Herzen Mariae geweiht.
Das Dieffler Herz-Mariae-Kloster war die erste Niederlassung des Missionsordens im Deutschen Reich und versah von 1914 bis 1921 die Kandidatur sowie das deutsche Postulat des Missionsordens. Darüber hinaus eröffnete man eine Nähschule für Mädchen und einen Kindergarten für etwa 150 Kinder. Im Ersten Weltkrieg schlugen 35 Bomben im Gebiet um das Kloster ein, das selbst aber nur Fensterbeschädigungen zu verzeichnen hatte. Im Jahr 1915 versorgten die Dieffler Schwestern Patienten im nahegelegenen Lisdorf, wo als Folge des Krieges die Ruhr ausgebrochen war. Im selben Jahr 1915 wurde von Diefflen aus eine Filialgründung in Auersmacher unternommen, die allerdings 1920 wieder aufgehoben werden musste. Zur Versorgung von Kindern von kriegsbedingt berufstätigen Müttern wurden ab dem Jahr 1917 auch außerhalb von Diefflen temporäre Kinderbewahranstalten eröffnet. Im Jahr 1918 wurde von Diefflen aus je ein Filialkloster in Pachten (Herz-Jesu-Kloster mit Bewahr- und Nähschule, ambulante Krankenpflege, Tuberkulose- und Säuglingsfürsorge; geschlossen 1994) und Roden (Saar) (Herz-Jesu-Kloster mit Bewahr- und Nähschule, Frauenfürsorge, ambulante Krankenpflege, Tuberkulose- und Säuglingsfürsorge; geschlossen 1992) gegründet.

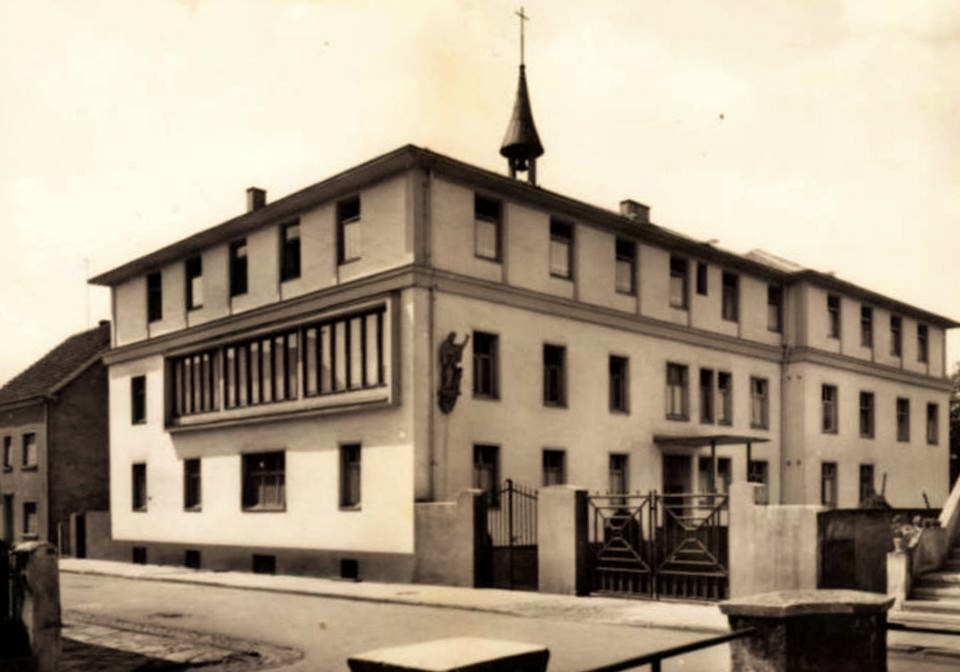
Herz-Mariae-Kloster nach dem Umbau

Die Dieffler Ordensschwestern waren sozial-karitativ tätig. Das Kloster betrieb eine Landwirtschaft, eine Hostienbäckerei und eine hauswirtschaftliche Fortbildungseinrichtung mit einer Koch- und Nähschule. Es gab einen Kindergarten sowie ein Altenheim. Darüber hinaus besorgten die Schwestern die ambulante Krankenpflege für Tuberkulosekranke sowie die Säuglingspflege in Diefflen. Im Jahr 1924 wurde das Klostergebäude modernisiert und vergrößert, da die Schwesternzahl angewachsen war. Im Jahr 1935 beherbergte das Kloster 17 Schwestern. Insgesamt umfasste der Orden in diesem Jahr 877 Schwestern weltweit. In Deutschland hatte er in diesem Jahr neun Niederlassungen (Diefflen, Neuenbeken, Ruppichteroth, Pachten, Roden, Bad Kissingen, Paderborn, München-Gladbach, Altenbeken).
Aufgrund der schweren Schäden durch den Artilleriebeschuss der US-Armee im Kriegswinter 1944/1945 musste man das Haus in Diefflen erneuern. Im Jahr 1955 wurde das Klostergebäude wiederum modernisiert und vergrößert. Unter der Leitung des Saarlouiser Architekten Alois Havener, der auch am Neu- und Erweiterungsbau der Dieffler Pfarrkirche beteiligt war, wurde das pittoreske neobarocke Gebäude einer radikalen architektonischen Purifizierungsmaßnahme unterworfen. Der geschweifte Kapellengiebel wurde abgetragen, zahlreiche Fenster versetzt und die Mansardendächer ersetzte man durch ein neues, flach gedecktes Stockwerk. Die welsche Dachreiterhaube tauschte man gegen einen gotisierenden Spitzhelm aus.

### Ende

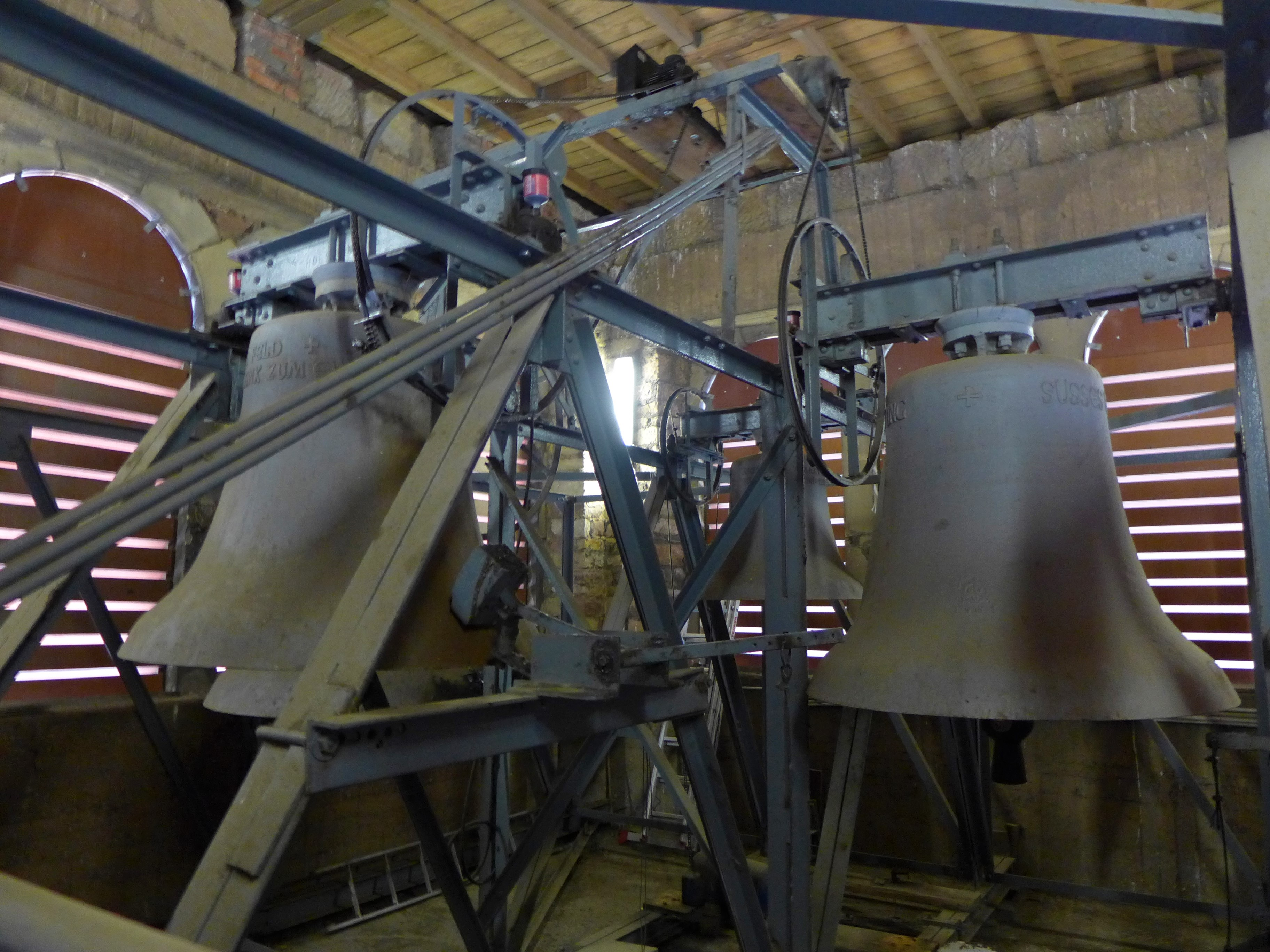
St. Josef und St. Wendelin (Diefflen), Herz-Mariä-Glocke (rechts) im Kirchturm

Durch den Neubau einer neuen Niederlassung des Ordens in Bous (Saar) („Haus Bergfriede“) wurden die Ordensschwestern im Jahr 1972 aus dem Dieffler Herz-Mariae-Kloster abgezogen. Nachdem eine Initiative der Dieffler Pfarrei zu einer Neubesiedelung des Klosters durch andere Schwestern gescheitert war, wurde das Klostergebäude mit dazugehörigen Ländereien an die Stadt Dillingen verkauft. Daraufhin wurde der Klosterkomplex umgehend abgerissen. Das Klostergelände wurde in den Folgejahren mit Wohnhäusern bebaut.
Die Herz-Mariae-Glocke der Glockengießerei Bochumer Verein (Gewicht: 862 kg, Durchmesser: 1210 mm, Schlagton: f') im Glockenturm der Dieffler Pfarrkirche St. Josef und St. Wendelin erinnert heute an das ehemalige Herz-Mariae-Kloster.
Die Glocke im Kapellendachreiterturm des Dieffler Klosters war im Jahr 1919 von der Glockengießerei Mabilon in Saarburg gegossen worden und wog 90 kg.

## Oberinnen
- Sr. M. Clementine Spindler: 1909–1910
- Sr. M. Bernarda Gamber: 1910–1912
- Sr. M. Ferdinanda Pfaffenholz: 1912–1918
- Sr. M. Ancilla Ackfeld: 1918–1919
- Sr. M. Didaka Eick: 1919–1923
- Sr. M. Terula Schmitz: 1923–1927
- Sr. M. Notburga Emunds: 1927–1933
- Sr. M. Noyala Vonwill: 1933–1939
- Sr. M. Christa Keller: 1939–1947
- Sr. M. Noyala Vonwill: 1947–1954
- Sr. M. Bertina Schubert: 1954–1960
- Sr. M. Priska Vogel: 1960–1969
- Sr. M. Eugenie Neuberger: 1969–1972

## Hausgeistliche
- Kaplan Ferres: 1914–1914
- Trappistenpater Mansuetus: 1914–1915
- Trappistenpater Bruno: 1915–1919
- Rektor Dr. Dümpelfeld: 1919–1921
- Kaplan Jonas: 1921–1924
- Rektor Metzeroth: 1924–1928
- Kaplan Fuchs: 1928–1928
- Pater Bensch: 1928–1929
- Zisterzienserpater Nobis: 1929–1933
- Trappistenpater Terstegge: 1933–1951
- Rektor Engel: 1952–1963
- Pater Stigler: 1964–1968
- Pater Schunk: 1968–1972[15]